# König der Könige (1961)
König der Könige (Originaltitel King of Kings) aus dem Jahr 1961 ist die erste Verfilmung des Lebens und Leidens Jesu Christi, die in Farbe und Ton produziert wurde. Regie führte Nicholas Ray, als Jesus Christus ist Jeffrey Hunter zu sehen. Tragende Rollen sind mit Siobhán McKenna als Jesus’ Mutter Maria, Robert Ryan als Johannes der Täufer und Hurd Hatfield als Pontius Pilatus besetzt. Der Film entstand vier Jahre vor George Stevens’ Monumentalfilm Die größte Geschichte aller Zeiten und ist bis heute der einzige Film von MGM, der das Leben Jesu für sich gesehen behandelt.

## Handlung
Geboren in Betlehem, aufgewachsen in Nazaret zieht der Zimmermann Jesus durch das Land und verkündet den Menschen das Wort Gottes.
Parallel dazu wird die Karriere des römischen Statthalters Pontius Pilatus erzählt, der sich gegen politische Unruhen und Aufstände der Zeloten behaupten muss. Deren Anführer Barabbas und sein treuester Anhänger Judas Ischariot begehen immer wieder Überfälle auf die römischen Truppen.
In Jesus scheinen die Zeloten den geborenen Anführer zum Kampf gegen Rom, dessen Knechtschaft sie ertragen müssen, gefunden zu haben. Besonders seit König Herodes an der Macht ist herrschen Leid und Angst im Land. Judas schließt sich dem Messias an; doch statt Krieg predigt Jesus Frieden und Vergebung und will von kriegerischen Auseinandersetzungen nichts wissen.
Judas kann nicht länger ertragen, wie sein Volk leidet, und beschließt, Jesus an die Hohenpriester auszuliefern, um so dessen Kampfeslust zu provozieren. Doch es kommt anders: Jesus wird gekreuzigt.

## Produktion

### Produktionsnotizen
Den nahezu selben Titel, The King of Kings, hatte auch das Werk von Cecil B. DeMille, König der Könige (1927). Der Stummfilm ist bis auf die Eröffnungs- und Auferstehungssequenz in Schwarz-weiß gedreht worden.
Die Vorproduktion von Samuel Bronstons Streifen  dauerte von 1958 bis 1960, die Dreharbeiten sieben Monate, von April bis Oktober 1960 mit einem zusätzlichen Dreh im Juni 1961. Gedreht wurde der Film in Spanien. So stellte der Puerto de Navacerrada bei Madrid die Kreuzigungsstätte Golgota, der Chinchón den Berg der Seligpreisungen und der Fluss Alberche den See Genezareth dar. Für die ehrgeizige Szene der Bergpredigt benötigte man fünf Tage Drehzeit in Venta de Frascuelas (südlich von Madrid). Sie wurde dort mit fünf Kameras und 5.400 Statisten umgesetzt, und zwar auf eine sich an die Bibel haltende geschmackvolle und intelligente Weise, wie Kritiker später bestätigten.
Gedreht wurde der Film in Technirama, in den Verleih gelangten 35mm- und 70mm-Kopien (die Titelsequenz des Films nennt „70mm Super Technirama“). Einige Quellen sprechen davon, dass Orson Welles Texte als Erzähler, die er in die Produktion einbrachte, auf Ray Bradbury zurückgehen. Orson Welles war von dem Projekt nach Fertigstellung so enttäuscht, dass er seinen Namen aus dem Abspann entfernt haben wollte.

### Hintergrund
Im Zeitraum Mitte der Fünfziger- bis Mitte der Sechzigerjahre war das Genre Bibelfilm in Hollywood so gefragt wie selten zuvor. Das ging unter anderem darauf zurück, dass von der Industrie alle Register gezogen wurden, um  Zuschauer zum neuen Medium Fernsehen zu ziehen, und Themen zu finden, denen das Interesse der Zuschauer sicher war. Eine gewisse Überraschung war es, dass der Produzent Bronston Nicholas Ray für den Film als Regisseur einstellte, da dieser bisher eher mit anderen Geschichten auf sich aufmerksam gemacht hatte. Die Entscheidung erwies sich aber letztendlich als richtig, da Ray seine Sache gut machte. Das Casting zur Besetzung der Hauptrollen war nicht einfach, Bronston war es, der Jeffrey Hunter auswählte, auch wegen seines amerikanischen guten Aussehens. Das Projekt gab Hunters Karriere nicht den erhofften Schub, da er den Rest seines Lebens eher in Durchschnittsprojekten beschäftigt war. Er starb nach einem verhängnisvollen Unfall bereits mit 43 Jahren. Agnes Moorehead arbeitete mit Jeffrey Hunter seine Dialoge für die Synchronarbeit durch. Carmen Sevilla sprach in der englischen Originalversion nicht selbst, sie wurde von einer nicht näher benannten Schauspielerin synchronisiert, ebenso wie der deutsche Schauspieler Gerard Tichy, der sowohl in der englischen als auch der deutschen Version synchronisiert wurde.
Hinter den Kulissen soll es laut Gavin Lambert zu Machtkämpfen gekommen sein. Die Atmosphäre soll dadurch vergiftet gewesen sein, dass Nicholas Ray und der Drehbuchautor Phil Yordan, die einst Freunde waren, nicht mehr direkt miteinander sprachen, sondern sich höchstens über Walkie-Talkie Bemerkungen zukommen ließen.
Eine symbolträchtige Szene des Filmes findet sich im Prolog, der die Einnahme Jerusalems durch Pompejus beinhaltet und zeigt, wie die Juden zu ihrem einmaligen Privileg kamen, als einziges von Rom annektiertes Volk ihren Glauben an einen Gott ausleben zu dürfen. In der Szene, die gänzlich ohne Dialog auskam, sieht man einen Priester der Juden, der Pompejus auf Knien anfleht, die Thora nicht zu verbrennen; Pompejus überreicht ihm daraufhin die Schriftrolle.

### Synchronsprecher
Synchronfirma: MGM Synchronisations-Atelier, Berlin. Dialogregie: Ottokar Runze. Die Synchronsprecher für die deutsche Fassung:
| - Paul Edwin Roth für Jeffrey Hunter (Jesus) - Carl Raddatz für Robert Ryan (Johannes der Täufer) - Siegmar Schneider für Hurd Hatfield (Pontius Pilatus) - Ernst Wilhelm Borchert für Ron Randell (Lucius) - Eva Katharina Schultz für Viveca Lindfors (Claudia Procula) - Uta Hallant für Carmen Sevilla (Maria Magdalena) - Uta Sax für Brigid Bazlen (Salome) - Holger Kepich für Harry Guardino (Barabbas) - Lothar Blumhagen für Rip Torn (Judas) - Paul Esser für Frank Thring (Herodes Antipas) | - Walther Suessenguth für Guy Rolfe (Kaiphas) - Knut Hartwig für Maurice Marsac (Nikodemus) - Paul Wagner für Grégoire Aslan (Herodes der Große) - Toni Herbert für George Coulouris (Kameltreiber) - Franz Nicklisch für Gérard Tichy (Josef) und für Luis Prendes (Dismas, Dieb) - Otto Czarski für Barry Keegan (Gesmas, Dieb) - Konrad Wagner für (Stallwirt) - Hans Dieter Zeidler für Orson Welles (Erzähler) |

### Veröffentlichung, Einnahmen
Premiere hatte die Samuel Bronston Produktion am 11. Oktober 1961 in New York, am 30. Oktober 1961 kam der Film in die amerikanischen Kinos. Im November 1961 wurde er im Vereinigten Königreich veröffentlicht und im Dezember 1961 in Japan, Portugal, den Niederlanden und am 21. Dezember 1961 auch in der Bundesrepublik Deutschland.
Im Jahr 1962 kam er in folgenden Ländern zur Uraufführung: Spanien (Madrid), Mexiko, Finnland und Brasilien. 1963 wurde er in Schweden und Dänemark veröffentlicht. In Finnland erfuhr er 1980 eine Wiederaufführung, in Brasilien war er im März 1997 auf dem One Reel Film Festival zu sehen. Veröffentlicht wurde er außerdem in Argentinien, Österreich, Bulgarien, Frankreich, Griechenland, Ungarn, Italien, Polen, Serbien und der Sowjetunion. Veröffentlicht wurde er in den USA auch unter dem Titel Samuel Bronston’s Production King of Kings.
Die Einnahmen des Filmes betrugen bis Januar 1989 weltweit circa 25 Millionen US-Dollar bei einem eingesetzten Budget von unter 6 Millionen US-Dollar.

#### Blu-ray Disc und DVD
Die auf Blu-ray Disc und DVD erhältliche Fassung entspricht einer Vorführzeit von 171 Minuten (164 Minuten auf PAL-DVD) und enthält die für Monumentalfilme der damaligen Zeit typische Ouvertüre, Intermission, Entr’Acte und die Ausgangsmusik. Das Bildformat von etwa 2.35:1 entspricht jenem der 35mm-Kopien des in Technirama gedrehten Streifens. Das korrekt projizierte Filmbild des Negativs (35mm horizontal) und der 70mm-Kopien ist mit rund  2.26:1 (Negativ) bzw. 2.21:1 (70mm-Verleihkopie) etwas höher.

## Kritik
Die Ausführungen der seinerzeitigen Kritiker offenbarten gemischte Gefühle. Das gezogene Fazit, bestätigte dem Film fesselnde und visuell ansprechende Unterhaltung zu sein, die von vielen herausragenden kreativen Beiträgen profitiere. Hervorgehoben wurde insbesondere die schöne Partitur von Miklós Rózsa und die lebendige Kinematographie von Franz Planer. Dem Spott, dass Hunter ein Teenager-Jesus sei, begegnete der Schauspieler damit, dass er die Rolle mit Vitalität, Mitgefühl und Gelassenheit ausstattete.
Bosley Crowther von der New York Times sprach von einem gigantischen biblischen Drama in Farbe und Super-Wide-Screen mit einer Besetzung von Tausenden. Die Erzählstimme eines orakelhaften Orson Welles gebe dem Film den Charakter eines illustrierten Vortrags, und das entspreche auch der allgemeinen Natur des Films. Tatsache sei es, dass das Drama Jesu in diesem eigenartig unpersönlichen Film seltsam verloren daherkomme und sich aus einer Menge zufälliger Handlungen und daher auch Auslassungen zusammensetze. Jesus tue sehr wenig, um als lebendige Persönlichkeit wahrgenommen zu werden. Ray inszeniere einen Film, der nichts mit Jesus oder mit anderen ebenfalls nicht glaubhaft dargestellten Persönlichkeiten zu tun habe. Eher wirke das alles wie ein konventioneller melodramatischer Kostümfilm.
Die Kritik der USCCB lobte den Film im Hinblick auf seine Leistung, das Leben Christi im historischen Kontext zu präsentieren, was auch den jüdischen Widerstand gegen die römische Herrschaft einschließe. Unangenehm sei aber Jeffrey Hunter in der Titelrolle, besser besetzt seien Siobhan McKenna als seine Mutter, Robert Ryan als Johannes der Täufer, Hurd Hatfield als Pilatus, Rip Torn als Judas und Harry Guardino als Barabbas. Zwar beschäftige sich das Drehbuch mit den politischen Unruhen der Epoche, behandele auch die Evangelien ehrfürchtig, enthalte jedoch einige Zügellosigkeiten, die nicht für jedermann akzeptabel seien.
Auf der Seite Videobuster ist die Rede von einem „monumentale[n] Meisterwerk“ mit „spektakulären Massenszenen“ und „großartige[r] Musik von Miklós Rózsa“, das bis heute als „eine der gelungensten Verfilmungen biblischer Geschichte“ gelte.
Auf der Seite Die-Besten-Horrorfilme.de heißt es, dass Jeffrey Hunter die Rolle des christlichen Messias „auf den Leib geschrieben“ sei, er verkörpere sie „mit Leidenschaft und Überzeugung“. Für den Monumentalfilm sei „viel Aufwand betrieben“ worden, was man „an den großen Sets und Bauten, an den Kostümen und Massenszenen“ sehe. Bei der Besetzung habe man „eher die Sparschraube angelegt, da die ganz großen Namen fehlten“. Die eingesetzten Schauspieler hätten „ihre Sache sehr gut gemacht“ und viel „zur tollen Atmosphäre des Films“ beigetragen. Besonders hervorgehoben wurde die Musik von Miklós Rózsa, die den Film „perfektioniert“ habe.
Kino.de war der Ansicht, dass „Nicholas Ray […] in gewisser Weise der typische Hollywood-Auftrags-Regisseur, der Western inszenierte, wenn Western gefragt waren, Melodramen, wenn sie gerade in Mode kamen usw.“ gewesen sei. Trotzdem seien seine Filme „immer härter und häufig auch aufrichtiger als andere Studio-Produktionen“ gewesen. Sein „menschliches Jesus-Drama ‚König der Könige‘, basierend auf der gleichnamigen Stummfilmversion von Cecil B. De Mille […] spiel[e] mit verschiedenen Stilelementen von der Legendenerzählung bis hin zu krasser Naturalistik und beweis[e] Natürlichkeit und Zurückhaltung im Umgang mit seinem Stoff“.
Das Magazin Prisma sprach von einem „eindrucksvollen Monumentalfilm (20000 Komparsen, davon allein 7000 für die szenische Darstellung der Bergpredigt)“. Regisseur Ray habe sich bei den „verschiedenen Ebenen“ seines Films „unterschiedlicher Stilmittel“ bedient: „vom Passionsspiel bis zu Elementen des russischen Revolutionsfilms“.

„Nicholas Rays […] Versuch, das Leben Jesu zum Gegenstand eines fast dreistündigen Schau- und Erbauungsfilms zu machen, bleibt ohne spirituelle Tiefe. Im Spiel mit verschiedenartigen Stilelementen (von der idyllischen Legendenerzählung bis zu Elementen des russischen Revolutionsfilms und krasser Naturalistik) beweist die Regie allerdings einiges Geschick. Der Hauptdarsteller handhabt seine Aufgabe mit einer gelungenen Mischung aus Natürlichkeit und Zurückhaltung.“

## Auszeichnungen
- Miklós Rózsa war 1962 mit dem Film in der Kategorie „Beste Filmmusik“ für einen Golden Globe Award nominiert.
- 2010 war der Film für einen International Film Music Critics Award (IFMCA) in der Kategorie „Beste Archivfreigabe einer vorhandenen Partitur“ nominiert.